# Белые хорваты

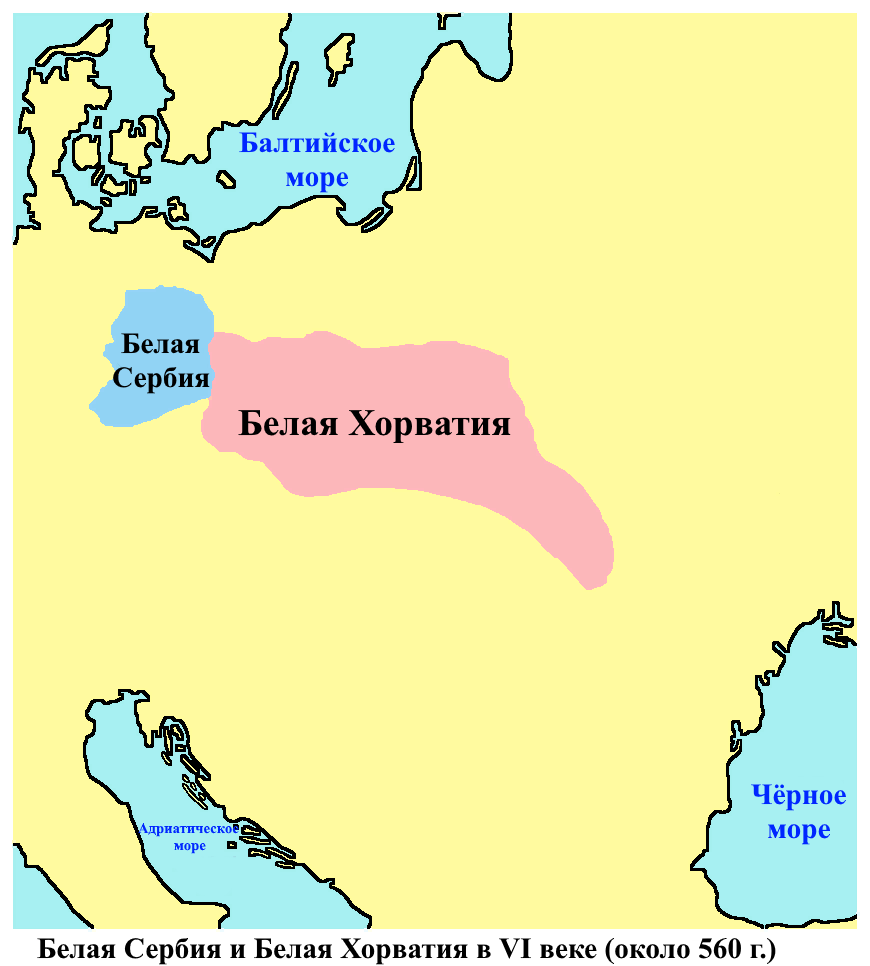
Местоположение Белой Сербии и Белой Хорватии в VI веке (около 560 года), по книге Франтишека Дворника.

Бе́лые хорва́ты — восточнославянское племя, жившее в окрестностях Карпат, на территории Галиции и Северной Буковины.
Этноним «белохорваты» встречается у Константина Багрянородного, который дал описание жизни и истории хорватов. Этноним «белые хорваты» известен в «Повести временных лет»: «А се ти же словѣни: хорвате бѣли и серьб и хорутане». Данных о восточнославянских (прикарпатских) хорватах почти нет. «Повесть временных лет» даёт некоторые события из истории прикарпатских хорватов, но только для X века. О более ранних веках известно только из материалов археологии.

## Археологические исследования

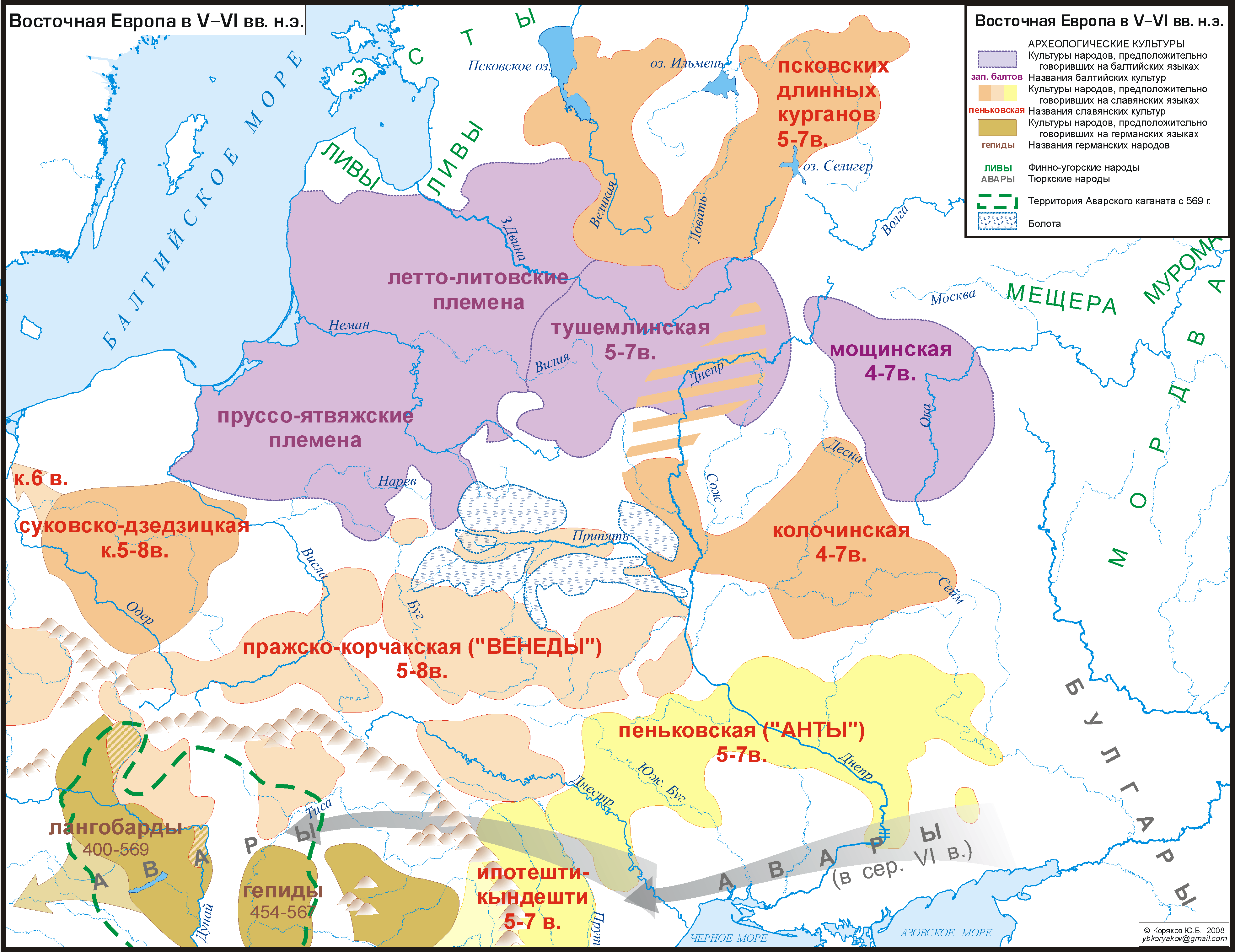
Карта расселения славян и их соседей в V—VII веках.

Археологические материалы также немногочисленны. Раскопки на этой территории начались ещё в 1870—1880-х годах. Они проводились Адамом Киркором, Богданом Янушем, Исидором Коперницким, Владиславом Пшибиславским, позднее Годфридом Оссовским, Владимиром Деметорикевичем, П. Гадачеком. Позднее раскопки продолжали польские и советские археологи: В. Антоневич, Я. Пастернак, Ю. Костшевский, Т. Сулимирский) и др., А. А. Ратич.
А. А. Ратичем была составлена интереснейшая сводка археологических памятников Западной Украины, в том числе и областей, принадлежавших некогда хорватам. Впервые мысль о принадлежности ряда погребальных памятников Западной Украины хорватам высказал Е. И. Тимофеев. Это положение было подтверждено Б. А. Тимощуком, исследовавшим не только могильники, но и поселения в Северной Буковине. Курганы данного района стали известны благодаря раскопкам С. И. Пеняк и И. П. Русановой.
Несмотря на значительное количество проведённых раскопок, археологические материалы, связанные с хорватами, недостаточно выразительны и определённы. Они представлены прежде всего захоронениями (подплитными и бесплитными, изредка — курганами), содержащими в основном трупоположения с западной ориентировкой. Захоронения почти всегда одиночны и, как правило, со скромным инвентарём. Для хорватов были характерны перстнеобразные кольца с заходящими или завёрнутыми в обратном направлении концами. Иногда в могилах встречаются изделия ремесла.

## История

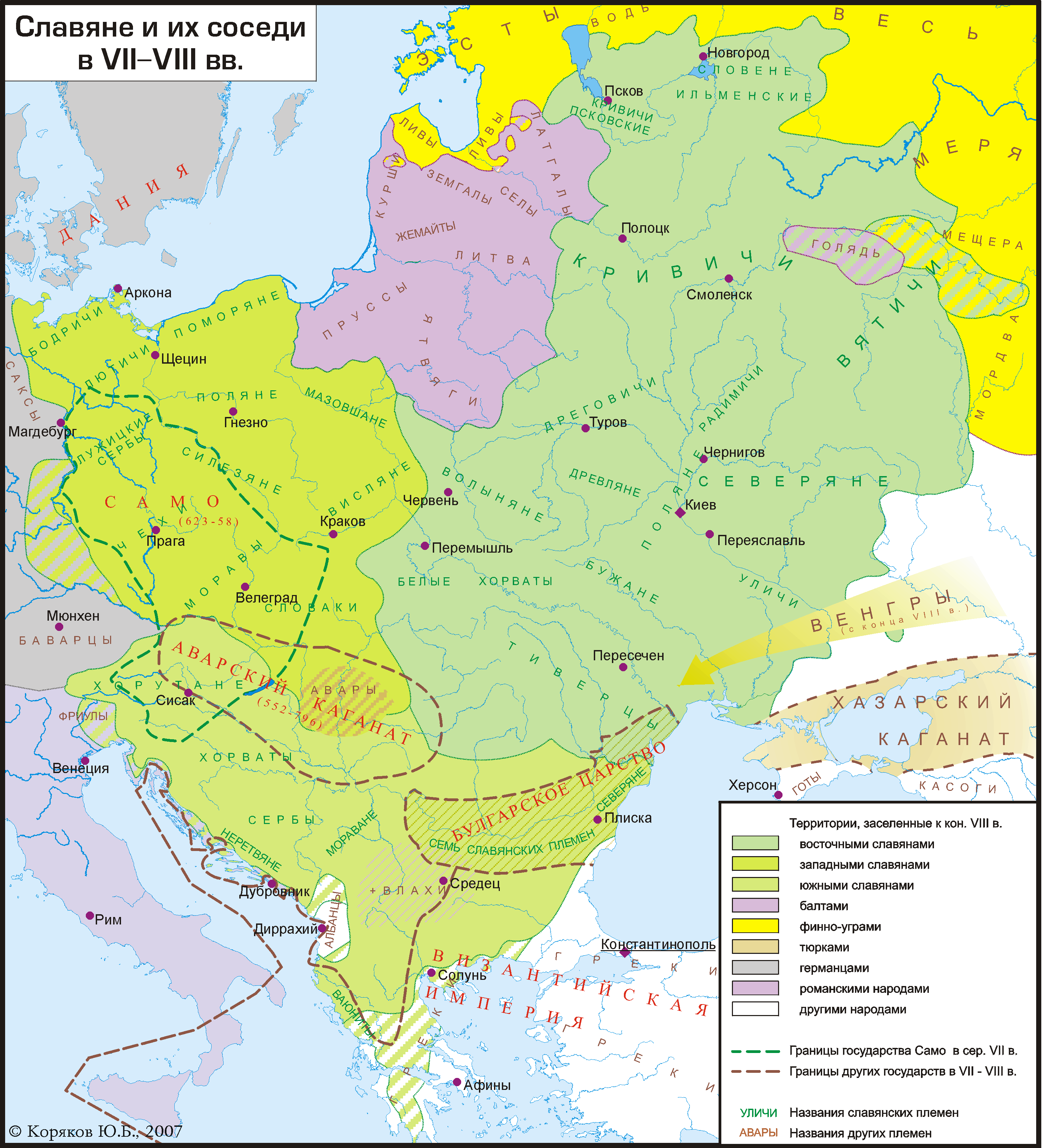
Карта расселения славян и их соседей в VIII веке

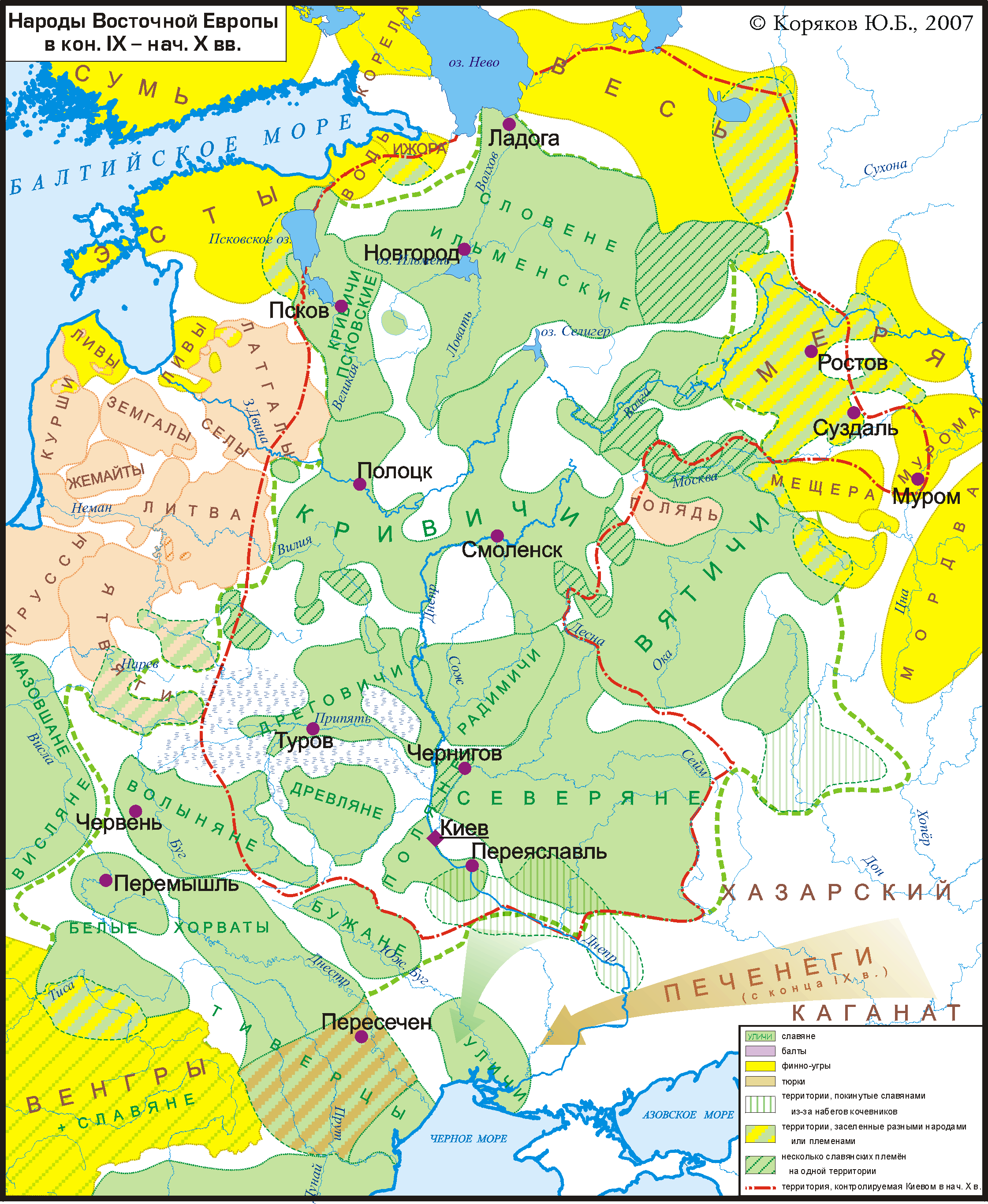
Восточные славяне и их соседи в конце IX — начале X веков

По свидетельству византийского императора Константина Багрянородного (Об управлении империей), Великая, или Белая Хорватия, являющаяся прародиной и балканских хорватов, существовала в Карпатских горах, в верховьях Вислы. Белая Хорватия упоминается в Летописи попа Дуклянина и произведениях других писателей, которые иногда используют это название и для Приморской Хорватии.
Под давлением со стороны соседних народов, а также приглашения византийского императора присоединиться к борьбе с аварами, часть белых хорватов эмигрировала в течение VII века из области Карпат в Далмацию. Возможно, миграция происходила совместно с белыми сербами, которые двигались в том же направлении из Белой Сербии.
Несмотря на эту массовую миграцию на Балканы, многочисленное белохорватское население продолжало оставаться на севере. В частности, западная часть белых хорватов (Белая Хорватия) находилась под политическим контролем чешского племени зличан во главе с династией Славниковичей, правивших из града Либице. В 995 году чешская армия Пржемысловичей разгромила Зличанское княжество, и местные белые хорваты были захвачены польским княжеством. Последний из местных князей, Собеслав, был убит поляками вблизи Праги в 1004 году.
Белые хорваты были известны на Руси. Летописец Нестор называет их среди славянских племён:
«спустя много времени после вавилонского столпотворения, сели славяне по Дунаю, где теперь земля Венгерская и Болгарская. От тех славян разошлись по земле племена и прозвались своими именами, где которое племя село на каком месте; одни пришли и сели на реке именем Морава и прозвались моравами, другие назвались чехами; а вот тоже славяне - хорваты белые, сербы и хорутане. Когда волхи нашли на славян дунайских, поселились среди них и начали насильничать, то те славяне (т. е. моравы и чехи) двинулись, сели на Висле реке и прозвались ляхами, а от тех ляхов прозвались поляне (поляки), к племени же ляхов принадлежат лутичи, мазовшане и поморяне. Также и эти славяне (т. е. хорваты белые, сербы и хорутане) двинулись и сели по Днепру».
Можно с большой долей вероятности полагать, что хорваты были аналогичны другим группам славян, упоминаемым в «Повести временных лет»: полянам, древлянам, уличам, словенам, радимичам и т. д. Следует, вероятно, рассматривать их как племенные союзы, обладавшие политическим и в известной мере этническим единством. Для управления этими союзами возникают первые города — политико-административные и сакральные центры.
В 907 году, согласно «Повести временных лет», хорваты приняли участие в походе Олега на Царьград, однако основывающееся на этом факте утверждение, что хорваты в этот период уже входили в древнерусское государство, считается спорным.
Во второй половине X века, спасаясь от натиска печенегов, в Верхнее Поднестровье, принадлежавшее хорватам, переселилась часть уличей и тиверцев.
С уверенностью можно говорить о подчинении хорватов Киевской Руси после похода Владимира в 992 году. Как сообщает В. Н. Татищев, во время этого похода Владимир основал город Владимир-Волынский, что подтверждается археологическими материалами.
Судя по венгерской хронике Анонима Gesta Hungarorum XII века, белые хорваты жили и на южных склонах Карпат, в Закарпатье. В частности, их вождём называется князь Лаборец (ок. 875—892), княживший в Ужгороде во времена правления Святополка I в Великоморавской державе и павший в сражении с вторгнувшимися в Карпатский бассейн мадьярскими племенами во главе с Альмошем.
Некоторые авторы считают белых хорватов предками карпатских русинов.
Как и Y-хромосомная гаплогруппа N1a1, для группы венгров-завоевателей, особенно для элиты, также была специфична европейская Y-хромосомная гаплогруппа I2a1a2b1a1a, которая очень часто сопровождалась восточными митохондриальными линиями. I2a1a2b-L621 могла принадлежать славянам, женившимся на венгерках. Эта информация соответствует сообщению Константина VII в «De Administrando Imperio» о том, что белые хорваты женятся и дружат с турками (венграми).